# Franz Ludwig Steinmeyer
Franz Ludwig Steinmeyer (* 15. November 1811 in Beeskow; † 2. Mai 1900 in Berlin) war ein deutscher evangelischer Pfarrer und ordentlicher Professor der Theologie an der Humboldt-Universität zu Berlin.
Steinmeyer war zuerst als Geistlicher der evangelisch-unierten Kirche im Gemeindedienst in Kulm und Berlin tätig und trat dann als ordentlicher Professor der Praktischen Theologie in den akademischen Lehrdienst ein, zunächst seit als 1852 in Berlin, ab 1854 in Bonn, um 1858 wieder nach Berlin zurückzukehren. Hier vertrat er konsequent eine  unionslutherische Theologie, die sich sowohl gegen Dogmatismus als auch gegen jeglichen Rationalismus richtete, und war ein Parteigänger Hengstenbergs.
Sein Sohn war der Germanist Elias von Steinmeyer (1848–1922).

## Werke
- Beiträge zum Schriftverständnis in Predigten, 4 Bände (Berlin, 1859–1866)
- Apologetische Beiträge, 4 Bände(Berlin, 1866–1873)
- Beiträge zur praktischen Theologie, 5 Bände (Berlin, 1874–1879)
- Beiträge zur Christologie, 3 Bände (Berlin 1880–1882)
- Geschichte der Passion des Herrn (Berlin, 1882)
- Die Wunderthaten des Herrn (Berlin, 1884)
- Die Parabeln des Herrn (Berlin, 1884)
- Die Rede des Herrn auf dem Berge (Berlin, 1885)
- Das hohepriesterliche Gebet (Berlin, 1886)
- Beiträge zum Verständnis des Johanneischen Evangeliums, 4 Bände (Berlin, 1886–1889)